# Ginés Vázquez de Mercado
Ginés Vázquez de Mercado (province de l'Estrémadure ? - ?) est un explorateur et militaire espagnol.

## Biographie
Il a été en Nouvelle-Espagne en tant que responsable de l'exploration du territoire du nord de Jalisco. Il a été tout d'abord à Zacatecas où il a rencontré  quelques voyageurs perdus dans la ville de Teúl qui lui ont dit qu'à l'ouest se trouvait une vallée très luxuriante. Il s'est alors dirigé vers ce lieu, en passant par Nombre de Dios, dans l'actuel État de Durango où les indigènes l’accompagnèrent jusqu'à la vallée qu'il nomme Vallée de Guadiana.
Il a suivi l'exploration, et à l'arrivée à la colline qui maintenant porte son nom, le Cerro de Mercado, fonde symboliquement la Ville de Durango. Ce même jour il a été attaqué par 500 indiens tepehuanes, la résistance de sa troupe constituée par quelque 100 hommes et ses alliés indigènes s’avère inutile et ils sont mis en déroute.